# Hinterweidenthal
Hinterweidenthal – miejscowość i gmina w Niemczech, w kraju związkowym Nadrenia-Palatynat, w powiecie Südwestpfalz, wchodzi w skład gminy związkowej Hauenstein.

## Galeria

Hinterweidenthal
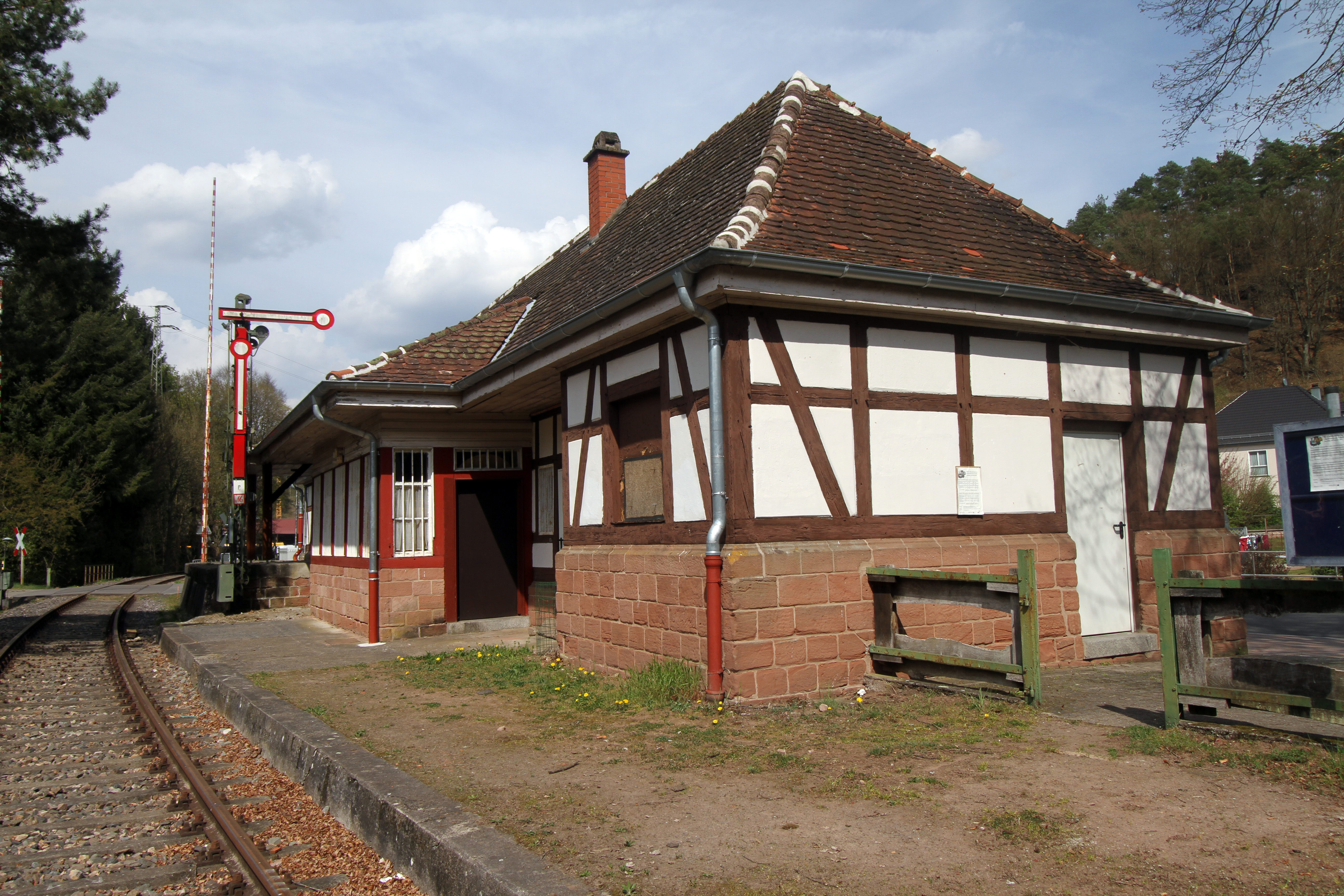
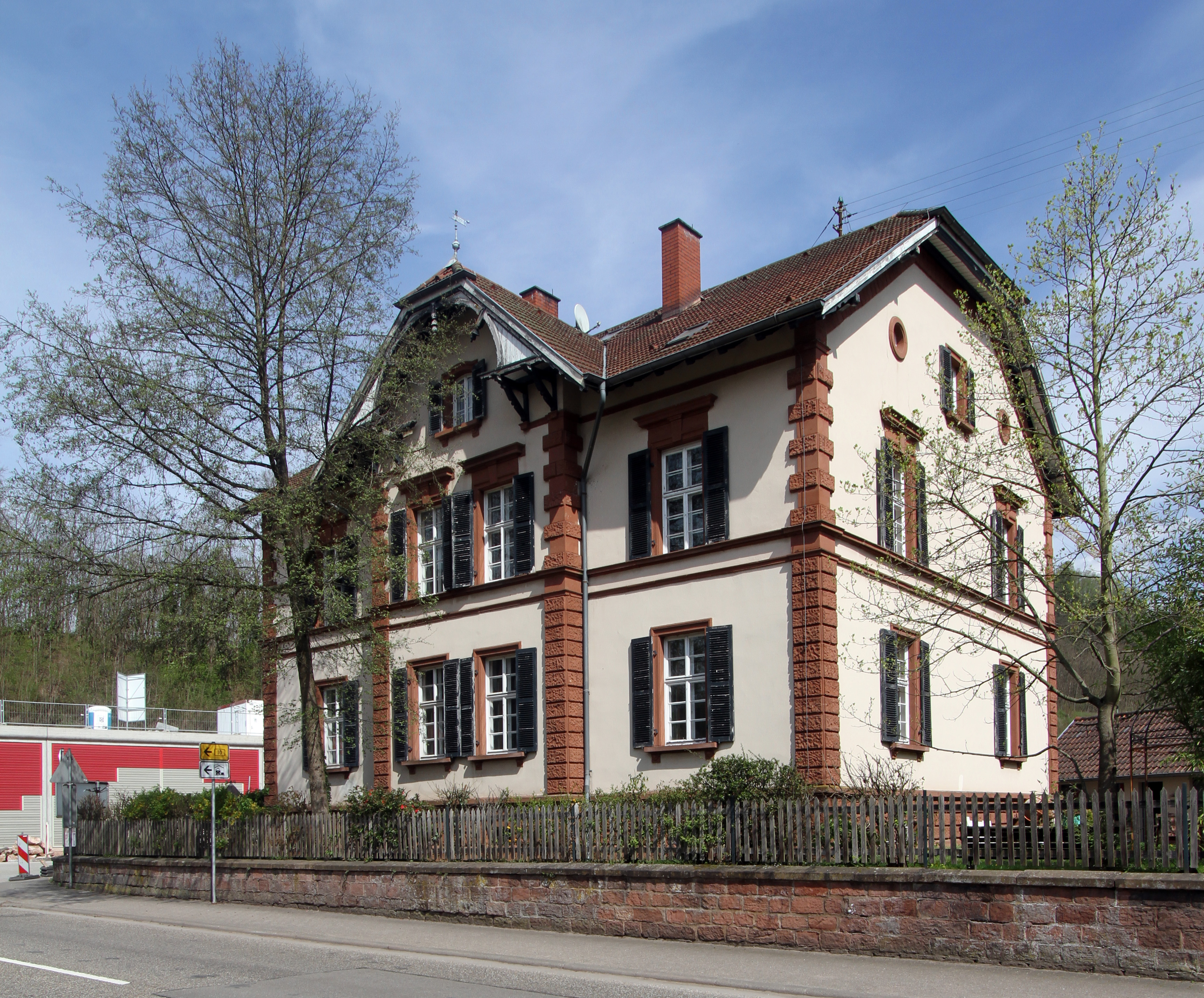
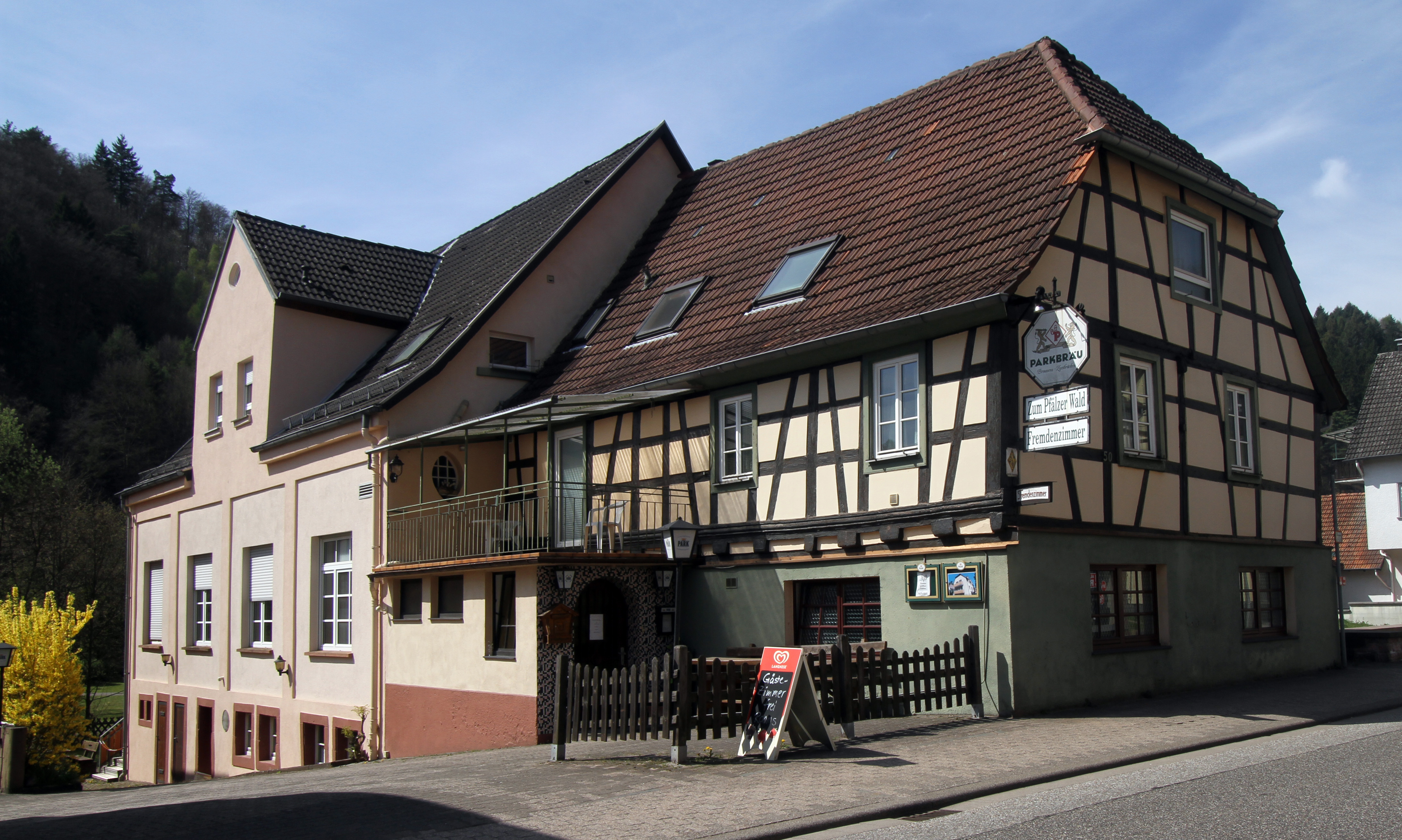
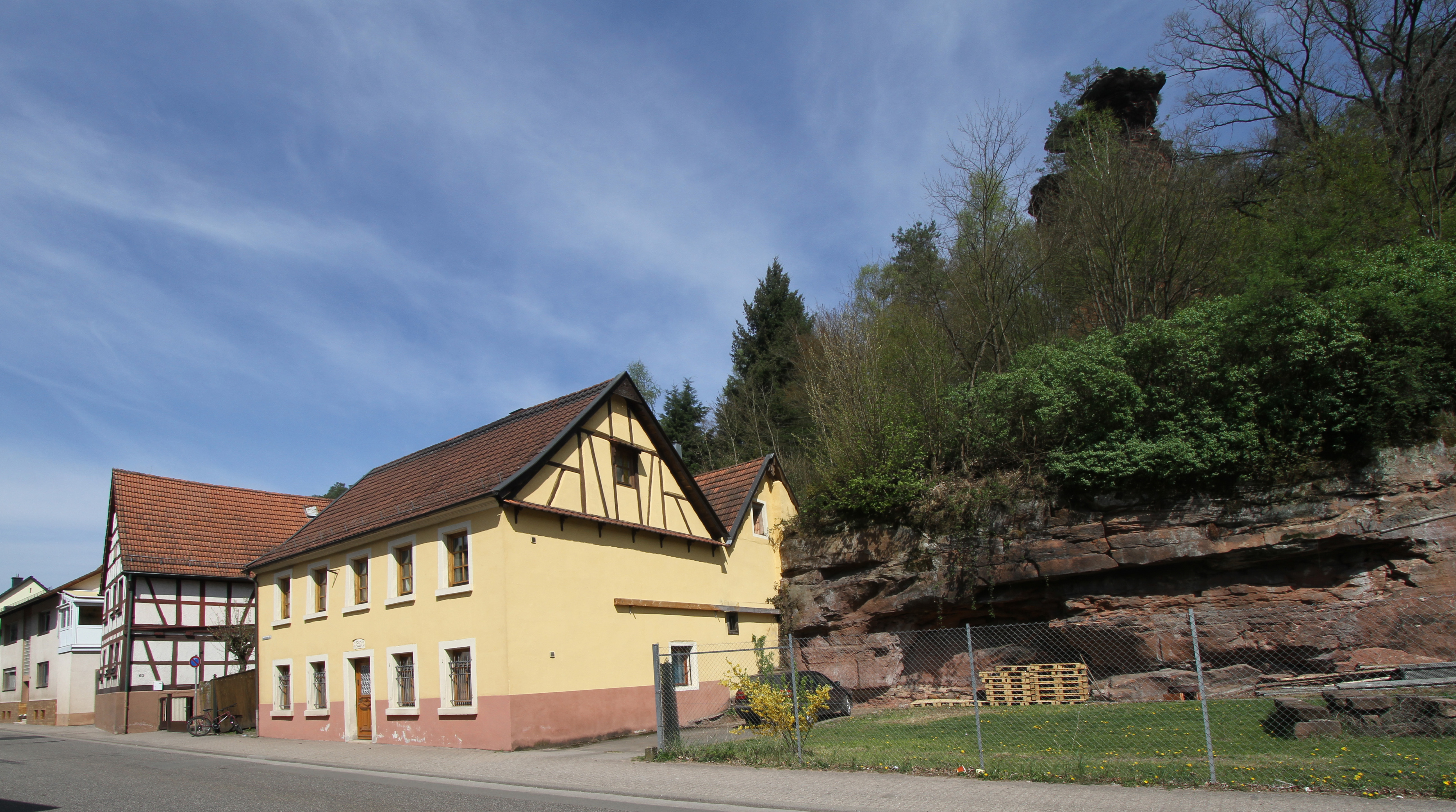
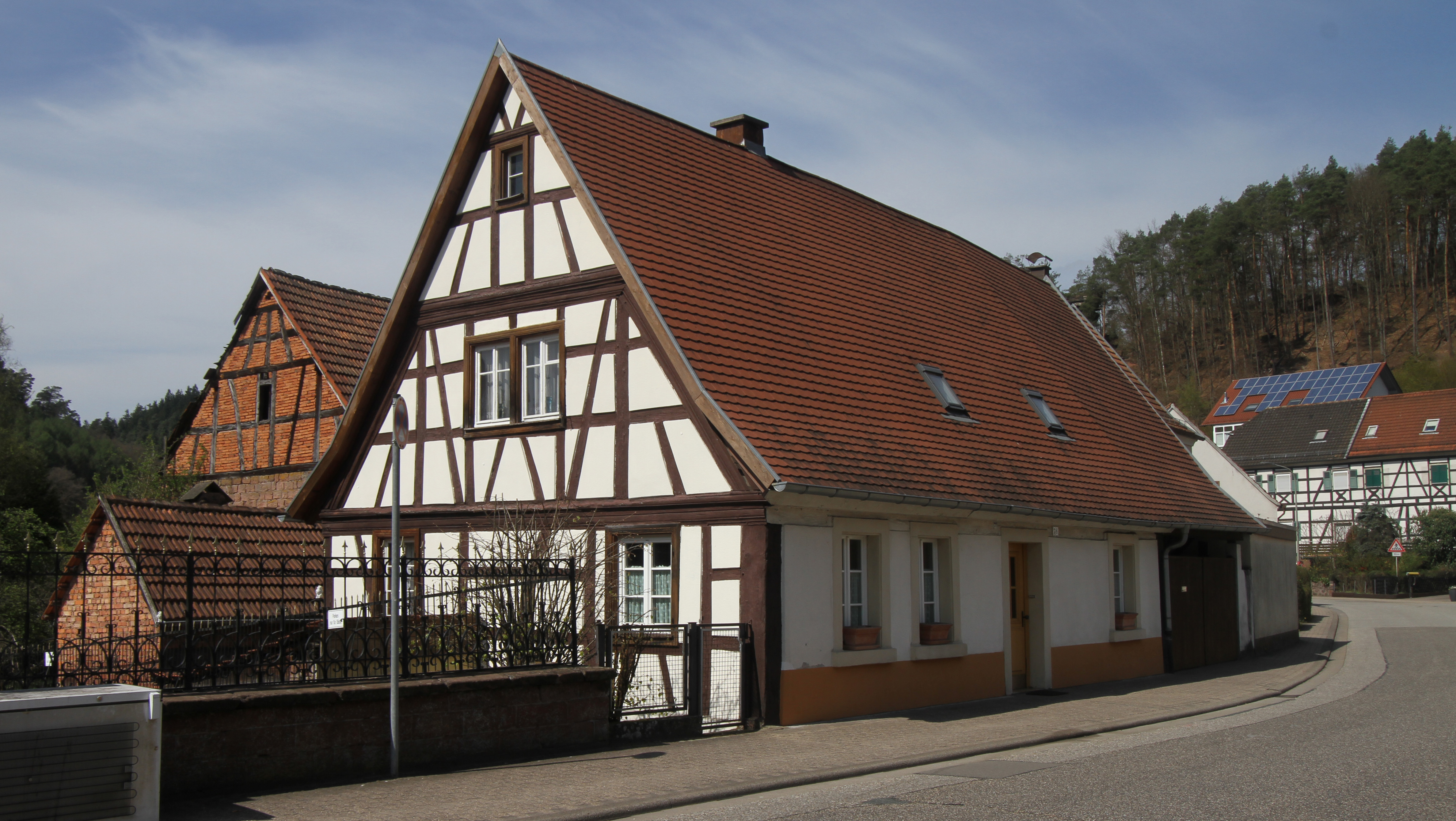
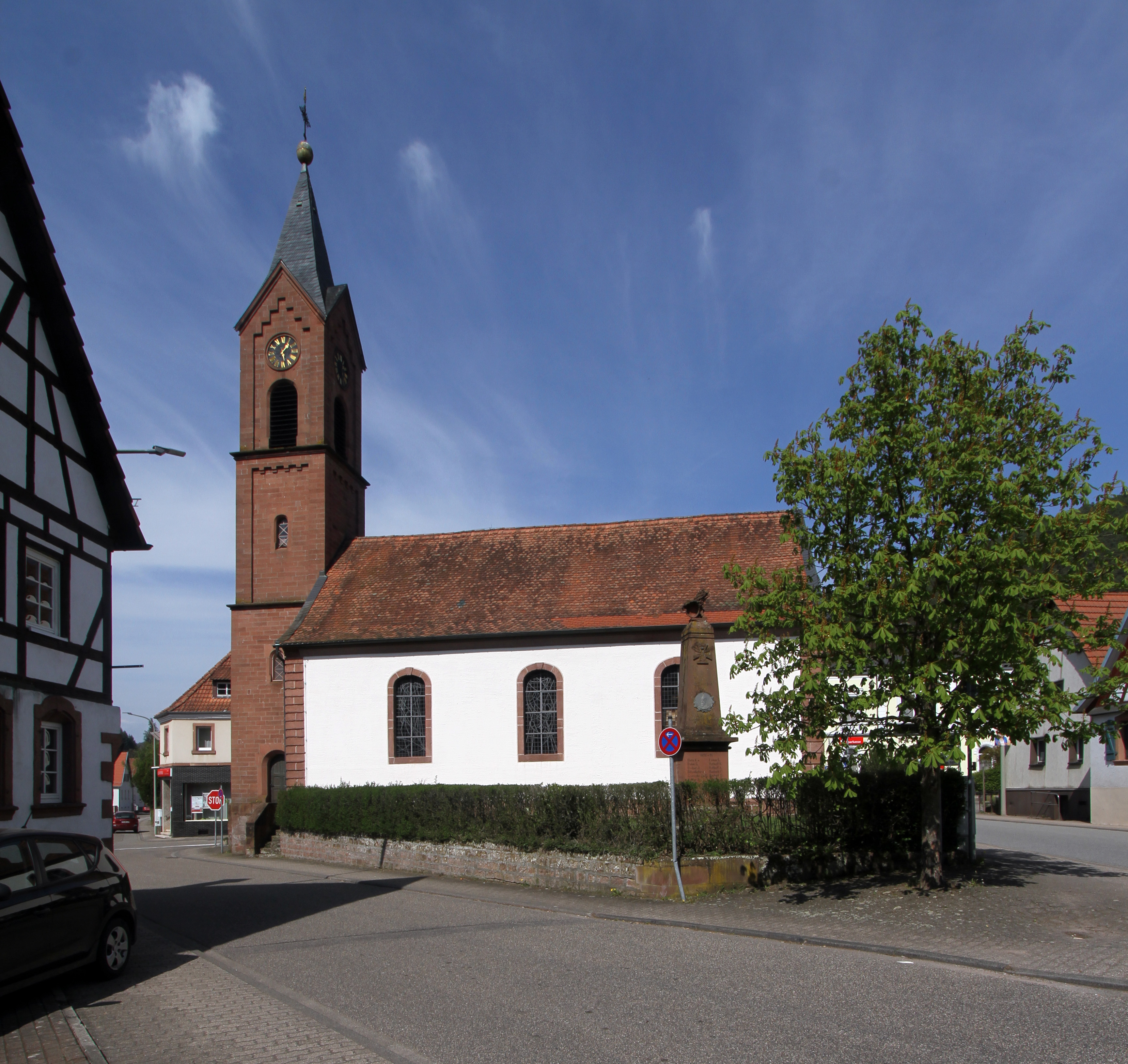
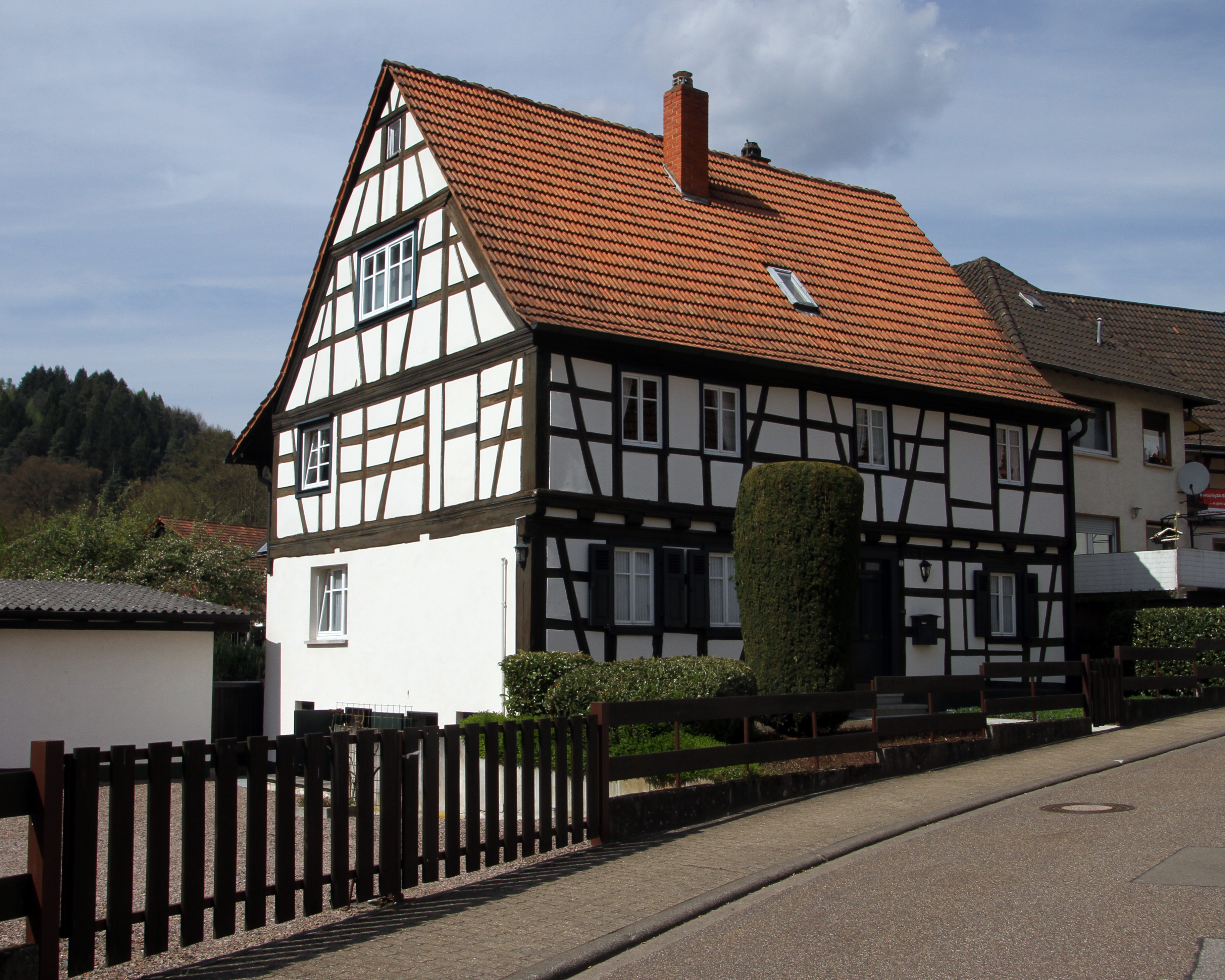
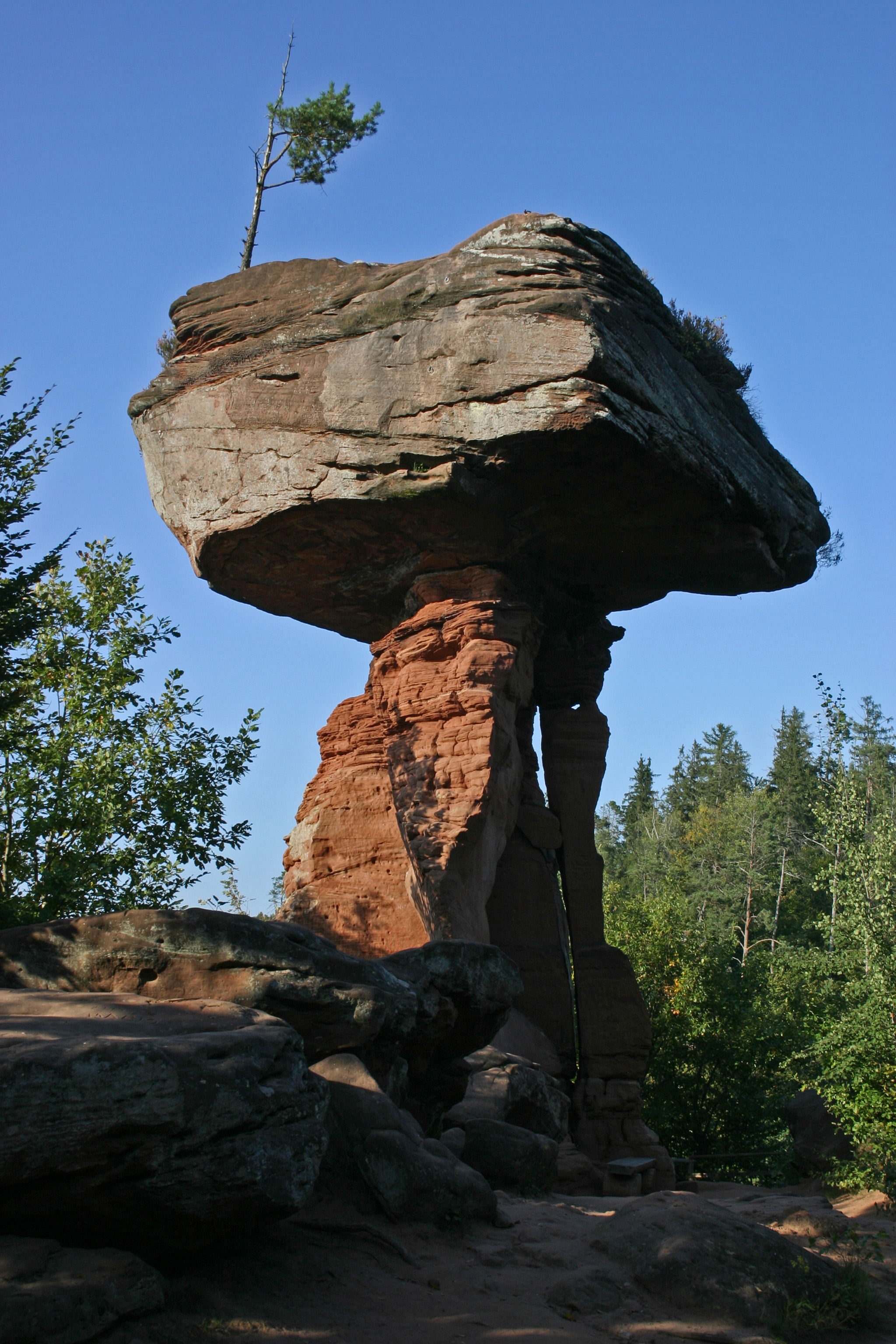